# Kinsey (filme)
Kinsey (Brasil: Kinsey - Vamos Falar de Sexo / Portugal: Relatório Kinsey) é um filme americano de 2004, do gênero drama biográfico, escrito e dirigido por Bill Condon. Descreve a vida de Alfred Kinsey (interpretado por Liam Neeson), cientista pioneiro na área de sexologia. Sua publicação de 1948, O Comportamento Sexual do Homem (o primeiro dos Estudos de Kinsey) foi um dos primeiros trabalhos registrados que tentaram abordar e investigar cientificamente o comportamento sexual em humanos. Em 1953, após publicar O Comportamento Sexual da Mulher numa época de Macarthismo levaram a Fundação Rockefeller a retirar seu apoio financeiro. O filme também é estrelado por Laura Linney (em uma performance indicada ao Oscar de Melhor Atriz Coadjuvante), Chris O'Donnell, Peter Sarsgaard, Timothy Hutton, John Lithgow, Tim Curry e Oliver Platt.

## Sinopse
O professor Alfred Kinsey é entrevistado sobre sua história sexual. Intercalados com a entrevista estão flashbacks de sua infância e juventude. Os anos da infância mostram seu pai, um professor de engenharia e pastor escolar leigo, denunciando as invenções modernas como levando ao pecado sexual; depois, no início da adolescência, humilhando Kinsey em uma loja, denunciando seu guardião por lhe mostrar cigarros, enquanto sua adolescência mostra suas experiências como escoteiro. e uma cena adolescente tardia mostra Kinsey decepcionando seu pai por suas intenções vocacionais escolhidas. O adulto Kinsey ensina na Universidade de Indiana como professor de biologia, dando palestras sobre vespas.
Kinsey se apaixona por uma aluna de sua classe, a quem ele chama Mac, e se casa com ela. A consumação do casamento é difícil no começo, por causa de um problema médico que Mac tem que é facilmente corrigido com pequenas cirurgias. Na universidade, o professor Kinsey, que é carinhosamente chamado de "Prok" por seus alunos de pós-graduação, se reúne com eles depois de horas para oferecer aconselhamento sexual individual.
Em uma festa do livro que celebra a última publicação de Kinsey sobre vespas , Kinsey aborda o reitor dos alunos sobre um curso aberto de educação sexual em oposição à propaganda anti-sexo ministrada em uma aula geral de educação em saúde. É aprovado, mas com base em que é aberto apenas a professores, estudantes de graduação ou pós-graduação e estudantes casados. Kinsey começa a ensinar o curso de sexo a um auditório lotado.
Kinsey continua respondendo às perguntas dos alunos em reuniões pessoais, mas suas respostas são severamente limitadas pela escassez de dados científicos sobre o comportamento sexual humano. Isso leva Kinsey a distribuir questionários em sua aula de educação sexual, a partir dos quais ele aprende sobre a enorme disparidade entre o que a sociedade assumiu que as pessoas fazem e quais são suas práticas reais. Depois de obter apoio financeiro da Fundação Rockefeller, Kinsey e seus assistentes de pesquisa, incluindo seu assistente mais próximo, Clyde Martin, viajam pelo país, entrevistando indivíduos sobre suas histórias sexuais.
À medida que o tempo avança, Kinsey percebe que a sexualidade dentro dos humanos, inclusive ele próprio, é muito mais variada do que se pensava inicialmente. O leque de expressão que ele cria torna-se conhecido como escala de Kinsey, que classifica a sexualidade em geral de completamente heterossexual a completamente homossexual.
O primeiro livro sexológico que Kinsey publica, que trata dos hábitos sexuais do homem, é um sucesso em grande escala e um best-seller. A pesquisa de Kinsey se volta para as mulheres, que são mais polêmicas. Com o lançamento do volume feminino, o suporte para Kinsey diminui. As pressões do Macarthismo levam a Fundação Rockefeller a retirar seu apoio financeiro, para que não seja rotulada de "comunista" por apoiar a subversão dos valores americanos tradicionais.
Kinsey sente que falhou com todos que já foram vítimas de ignorância sexual. Um funcionário da alfândega é informado sobre a importação de parte do material de pesquisa de Kinsey, o que só agrava as dificuldades financeiras da organização de pesquisa de Kinsey. Kinsey sofre um ataque cardíaco e descobriu-se que desenvolveu um vício em barbitúricos. O encontro com outros filantropos falha em obter o apoio necessário. Ainda assim, Kinsey continua sua história de sexo.
Voltando à entrevista inicial, Kinsey é questionado sobre o amor e se ele alguma vez conduzirá uma pesquisa sobre ele. Ele responde que o amor é impossível de medir e impossível de quantificar, mas que é importante. Kinsey e Mac encostam na beira da estrada para um passeio pela natureza. Ela comenta sobre uma árvore que existe há mil anos. Kinsey responde que a árvore parece mostrar um forte amor na maneira como suas raízes agarram a terra. Os dois saem juntos, Kinsey comentando "há muito trabalho a fazer".

## Elenco
- Liam Neeson: Alfred Kinsey
  - Benjamin Walker: Alfred, 19 anos
  - Matthew Fahey: Alfred, 14 anos
  - Will Denton: Alfred, 10 anos
- Laura Linney: Clara McMillen
- Peter Sarsgaard: Clyde Martin
- Chris O'Donnell: Wardell Pomeroy
- Timothy Hutton: Paul Gebhard
- John Lithgow: Alfred Seguine Kinsey
- Tim Curry: Thurman Rice
- Oliver Platt: Herman Wells
- Dylan Baker: Alan Gregg
- William Sadler: Kenneth Braun
- John McMartin: Huntington Hartford
- John Krasinski: Ben
- Lynn Redgrave: sujeito final da entrevista
- Julianne Nicholson: Alice Martin
- Veronica Cartwright: Sara Kinsey
- Kathleen Chalfant: Barbara Merkle
- Heather Goldenhersh: Martha Pomeroy
- David Harbour: Robert Kinsey
- Judith J.K. Polson: Mildred Kinsey
- Leigh Spofford: Anne Kinsey
- Jenna Gavigan: Joan Kinsey
- Luke MacFarlane: Bruce Kinsey
- Bill Buell: Dr. Thomas Lattimore

## Produção
O produtor Gail Mutrux entregou a Bill Condon uma biografia de Kinsey em 1999 para despertar seu interesse em escrever um roteiro. Condon então baseou seu roteiro original em elementos da biografia combinados com sua própria pesquisa original sobre Kinsey.
Ian McKellen estava em um ponto das negociações para um papel de apoio.

## Gravações
Apesar de a história acontecer na Universidade de Indiana, grande parte das cenas externas foram gravadas na Universidade Fordham, no Bronx. Parte do filme também foi gravado na Universidade Columbia. Kinsey foi o primeiro filme a exibir uma cena de genitália humana (de Peter Sarsgaard) no Japão, país conhecido por sua política rígida de censura à nudez frontal.

## Recepção da crítica
Kinsey tem aclamação por parte da crítica especializada. Com o tomatometer de 90% em base de 192 críticas, o Rotten Tomatoes publicou um consenso: "A cinebiografia do pesquisador de sexo é saudado como aventureiro, inteligente e subversivo, com ótimas atuações de Liam Neeson e Laura Linney". Por parte da audiência do site tem 75% de aprovação. Em Metacritic, o filme tem uma classificação de 79 em 100, indicando "críticas geralmente favoráveis".
O filme arrecadou US$10,254,979 no mercado interno e US$16,918,723 em todo o mundo, com um orçamento de US$11 milhões.

### As dez principais listas
Kinsey foi listado nas listas dos dez melhores de muitos críticos.
- 5th – Stephen Holden, The New York Times
- 5th – Owen Gleiberman, Entertainment Weekly
- 6th – Peter Travers, Rolling Stone
- 7th – A.O. Scott, The New York Times
- 7th – Jack Matthews, New York Daily News
- 7th – Kevin Thomas, Los Angeles Times
- 7th – Ruthie Stein, San Francisco Chronicle
- 8th – Ty Burr, The Boston Globe'
- 8th – Richard Schickel, Time
- 9th – Scott Foundas, L.A. Weekly
- 10th – David Ansen, Newsweek
- Top 10 (listados em ordem alfabética) – Joe Morgenstern, Wall Street Journal
- Top 10 (listados em ordem alfabética) – Carina Chocano, Los Angeles Times
- Top 10 (listados em ordem alfabética) – Ella Taylor, L.A. Weekly

## Prêmios e indicações
De acordo com o seu perfil na IMDb, Kinsey ganhou 11 prêmios e recebeu 27 outras indicações.
Ganhou
Florida Film Critics Circle
- Melhor Atriz Coadjuvante (Linney)

GLAAD Media Awards
- Excelente Filme – Grande Lançamento

Los Angeles Film Critics Association
- Melhor Ator (Neeson)

National Board of Review
- Melhor Atriz Coadjuvante (Linney)

Outras indicações
Oscar
- Melhor Atriz Coadjuvante (Linney)

American Cinema Editors (ACE)
- Melhor Filme Editado – Dramático (Katz)

Broadcast Film Critics Association
- Melhor Filme
- Melhor Ator Coadjuvante (Sarsgaard)
- Melhor Atriz Coadjuvante (Linney)
- Melhor Roteirista (Condon)

Casting Society of America (CSA)
- Melhor Elenco – Drama (Tolan)

Prêmios Globo de Ouro
- Melhor Ator – Filme de Drama (Neeson)
- Melhor Filme – Drama
- Melhor Atriz Coadjuvante – Filme (Linney)

Independent Spirit Awards
- Melhor Ator (Neeson)
- Melhor Filme
- Melhor Roteiro (Condon)
- Melhor Ator Coadjuvante (Sarsgaard)

Online Film Critics Society
- Melhor Ator Coadjuvante (Sarsgaard)
- Melhor Atriz Coadjuvante (Linney)

Satellite Awards
- Melhor Ator – Filme de Drama (Neeson)
- Melhor Diretor (Condon)
- Melhor Filme – Drama
- Melhor Roteiro – Original (Condon)
- Melhor Ator Coadjuvante – Filme de Drama (Sarsgaard)
- Melhor Atriz Coadjuvante – Filme de Drama (Linney)

Screen Actors Guild (SAG)
- Melhor Atriz em Papel Coadjuvante (Linney)

Vancouver Film Critics Circle
- Melhor Ator (Neeson)

Writers Guild of America (WGA)
- Melhor Roteiro Original (Condon)